# Bar Refaeli
Bar Refaeli (hebrejsky בר רפאלי‎; * 4. června 1985, Hod ha-Šaron, Izrael) je izraelská modelka, známá mimo jiné pro svůj vztah s Leonardem DiCapriem. DiCaprio se s ní ale v roce 2011 rozešel.

## Biografie

### Mládí
Refaeli se narodila roku 1985 v Hod ha-Šaron v Izraeli rodičům Cipi a Rafimu, kteří vlastní ranč s koňmi. Poprvé se objevila v televizní reklamě již ve věku osmi měsíců. V dětství musela nosit rovnátka, což posunulo začátek její kariéry. Na dráhu modelingu se vrátila v patnácti letech, kdy reprezentovala Irene Marie Models.

### Kariéra
Kariéru modelky započala Refaeli již v osmi měsících. V patnácti se objevila v kampaních módních značek Castro a Pilpel a vystoupila rovněž v reklamě na Milki. V roce 2000 a 2001 vyhrála v soutěži krásy titul Modelka roku. Byla rovněž vybrána jako hlavní modelka izraelské značky Renuar a objevila se v jejich letním katalogu pro rok 2002 a zimním katalogu pro rok 2003.
Objevila se ve francouzském magazínu ELLE a jako první Izraelka v magazínu Sports Illustrated. Stejné fotografie byly později publikovány v magazínu Maxim. Mimo jiné se také v březnu 2006 objevila na titulní straně pánského měsíčníku GQ. V roce 2007 se objevila v časopise Sports Illustrated, kde pózovala v plavkách spolu se skupinou Aerosmith.
Je hlavní tváří módní značky Luisa Cerano. Jako modelka fotila pro značky Subaru, Accessorize, Besni a Marco Bicego.

### Osobní život
Dříve byla spojována s herci z Pobřežní hlídky Davidem Charvetem a Uri El-Natanem. V listopadu 2005 začala vztah s americkým hercem Leonardem DiCaprio, se kterým se poprvé setkala na party pro členy kapely U2 v Las Vegas. V rámci jejich výletu po Izraeli v březnu 2007 se pár setkal s izraelským prezidentem Šimonem Peresem a navštívil Refaelino rodné město Hod ha-Šaron.